# Rykka
Rykka właściwie Christina Maria Rieder (ur. 13 marca 1986 w Vancouver) – kanadyjsko-szwajcarska piosenkarka, reprezentantka Szwajcarii podczas 61. Konkursu Piosenki Eurowizji w 2016 roku.

## Życiorys

### Wczesne lata
Christina Maria Rieder urodziła się 13 marca 1986 roku w Vancouver. Jej dziadek pochodzi ze szwajcarskiej wioski Rothenfluh i prowadzi piekarnię w Vancouver. Jako dziewięciolatka po raz pierwszy wystąpiła na scenie, gdzie towarzyszyli jej brat i siostra. W wieku 15 lat rozpoczęła naukę gry na gitarze, rok później zaczęła pisać własne piosenki.

### Kariera
Po ukończeniu dwuletniej szkoły śpiewu przeprowadziła się do Toronto, gdzie nagrała album Straight Line. Krążek został wydany w 2010 roku w Szwajcarii nakładem wytwórni Little Jig Records. Po ukazaniu się albumu Kodiak, w 2012 roku przyjęła pseudonim Rykka. Rok później wygrała 100 000 dolarów w The Peak Performance Project. 13 lutego 2016 roku wystąpiła z utworem „The Last Of Our Kind” podczas szwajcarskich preselekcji eurowizyjnych Die Grosse Entscheidungsshow, które wygrała w konkurencji z pięcioma wykonawcami, dzięki czemu została reprezentantką Szwajcarii podczas 61. Konkursu Piosenki Eurowizji. Wokalistka wystąpiła w drugim półfinale konkursu 12 maja jako trzecia w kolejności, zajmując ostatnie, osiemnaste miejsce.

## Dyskografia

### Albumy
- 2008: Stars & Satellites (jako Christina Maria)
- 2010: Straight Line (jako Christina Maria)
- 2012: Kodiak

### Minialbumy
- 2011: Tide You Over (jako Christina Maria)
- 2013: Blackie Remixes
- 2014: Electric Remixes

### Single
- 2012: Map Inside
- 2012: The Brink
- 2013: Blackie
- 2015: Movies
- 2016: The Last Of Our Kind